# Widad Athletic Tlemcen
Pour les articles homonymes, voir WAT.
 (mai 2018).
Si vous disposez d'ouvrages ou d'articles de référence ou si vous connaissez des sites web de qualité traitant du thème abordé ici, merci de compléter l'article en donnant les références utiles à sa vérifiabilité et en les liant à la section « Notes et références ».
Maillots
Le Widad Athletic Tlemcen (en arabe : الوداد الرياضي التلمساني), plus couramment abrégé en WA Tlemcen ou encore en WAT, est un club algérien de football fondé en 1963 et basé à Tlemcen.
Le club joua le premier championnat organisé en Algérie indépendante (critérium d'honneur région ouest 1962/63) sous le nom du Racing Club de Tlemcen. Le RCT cessa d'exister 1963 pour devenir le WA Tlemcen actuel.

## Histoire
Tlemcen a eu des clubs sportifs durant la période coloniale notamment à partir des années 1910 lorsque fut créée la Musulman Club Tlemcenien le 30 mars 1913, la Jeunesse Sportive Musulmane de Tlemcen (JSMT) par un groupe de jeunes tlemceniens nationalistes le 20 mars 1937. Plus tard, la JSMT fusionnera avec l'Union Sportive Franco-Musulmane de Tlemcen (USFAT) pour former le Racing Club de Tlemcen (RCT) en 16 mai 1956. Les jeunes tlemceniens ont montré leur fidélité a ce club qui renaîtra après l'indépendance en 1962 en disputant le premier championnat organisé en Algérie indépendante avant de devenir le "WA Tlemcen" (WAT) depuis 1963 à nos jours.
Le WAT est reconnu pour être un club formateur (qui gagne souvent des titres dans les catégories jeunes), avec une galerie exemplaire, un staff technique et administratif sérieux, mais en manque de financement, l'argent étant le principal handicap du club pour pouvoir rivaliser au plus haut.
- 1971/1972 : 1re accession du WA Tlemcen en D1, avec finalement une 14e place, synonyme de relégation.
- 1973/1974 : 2e accession du WA Tlemcen en D1, et encore un passage éclair avec une dernière place à la fin de la saison.
- 19/06/1974 : 1re finale de coupe d'Algérie pour le club, perdue 1-0 contre l'USM El Harrach, malgré une bonne prestation de l'équipe notamment du gardien de but Vorslav Markovic[Lequel ?]. Le WA Tlemcen avait éliminé auparavant le MC Oran et la JS Kabylie en quart, et demi-finale.
- 1976 : Installation du club au complexe sportif Akid Lotfi (Birouana), après 14 ans passés au Stade des 3 frères Zerga.
- 1984/1985 : 3e apparition du Widad en D1, sous le nom de WMT qui porta chance, avec une belle 5e place au terme de ce championnat, puis 12e, puis 14e, et enfin rétrogradation en 1988.
- 1990/1991 : 4e accession du WA Tlemcen en D1, qui va durer 18 ans, une génération de talentueux joueurs mèneront le club à la 3e place en 1992 et en 2002.
- 25 juin 1998 : 1er titre du Widad, avec une victoire en finale de coupe d'Algérie, but de Dahleb contre le MCO au Stade du 5-Juillet-1962, après avoir éliminé l'USM Annaba et le MO Constantine lors des tours précédents.
- lundi 30 novembre 1999 : 1er et seul titre international du club, vainqueur de la 14e coupe Arabe des clubs champions, en Arabie saoudite, en battant en finale Al-Shabab essaoudi (3-1) à Djeddah.
- 1er novembre 2000 : 2e finale perdue par le WA Tlemcen, au Stade du 5-Juillet-1962, face au CR Béni Thour (2-1), après un mémorable (0-2, 4-0) face à la JS Kabylie en demi-finale.
- 5 juillet 2002 : 2e coupe d'Algérie pour le Widad, face à la même équipe du MCO, et sur le même score (1-0), mais en jouant à Annaba, le WAT avait battu la JSK en demi-finale.
- 16 juin 2008 : 3e finale de coupe d'Algérie perdue par le Widad, face à la JSM Béjaïa, match joué à Blida, les tirs au but n'ont pas souri après un match nul (1-1).
- 29 mai 2009 : Retour du club en D1, après un court passage en D2, une grande fête fut organisée à Tlemcen pour la réception de l'US Biskra, et dans un stade archi-comble.

## Résultats sportifs

### Palmarès
| Compétitions nationales | Compétitions internationales                                                    |
| --- | ------------------------------------------------------------------------------- |
| - Coupe d'Algérie (2) - Vainqueur : 1998 et 2002 - Finaliste : 1974, 2000 et 2008. - Coupe de la Ligue - Demi-finaliste : 2021 - Ligue 2 (4) - Champion : 1971, 1973, 1990 et 2009. - Vice-champion : 1984. - DNA (3) - Champion : 1969, 2017 et 2025. | - Coupe de l'UAFA (1) - Champion : 1998. - Supercoupe arabe - Troisième : 1999. |

### Palmarès des jeunes
- Coupe d'Algérie Junior (1)
  - Vainqueur : 1993.
- source [5].

### Classement en  championnat d'Algérie par saison
- 1962-63 : C-H, Gr. ouest Gr. 4, 2e
- 1963-64 : D-H, Gr. ouest, 17e
- 1964-65 : D2, Gr. ouest, 7e
- 1965-66 : D2, Gr. ouest, 6e
- 1966-67 : D3, Gr. ouest, 2e
- 1967-68 : D3, Gr. ouest, 2e
- 1968-69 : D3, Gr. ouest, 1er
- 1969-70 : D2, Gr. ouest, 5e
- 1970-71 : D2, Gr. ouest, 1er
- 1971-72 : D1, 14e
- 1972-73 : D2, Gr. ouest, 1er
- 1973-74 : D1, 16e
- 1974-75 : D2, Gr. ouest, 2e
- 1975-76 : D2, Gr. ouest, 5e
- 1976-77 : D2, Gr. ouest, 2e
- 1977-78 : D2, Gr. ouest, ?e
- 1978-79 : D2, Gr. ouest, ?e
- 1979-80 : D2, Gr. ouest, 2e
- 1980-81 : D2, Gr. centre-ouest, 7e
- 1981-82 : D2, Gr. centre-ouest, 2e
- 1982-83 : D2, Gr. centre-ouest, 3e
- 1983-84 : D2, Gr. centre-ouest, 2e
- 1984-85 : D1, 5e
- 1985-86 : D1, 12e
- 1986-87 : D1, 14e
- 1987-88 : D1, 17e
- 1988-89 : D2, 3e
- 1989-90 : D2, 1er
- 1990-91 : D1, 12e
- 1991-92 : D1, 3e
- 1992-93 : D1, 13e
- 1993-94 : D1, 10e
- 1994-95 : D1, 4e
- 1995-96 : D1, 4e
- 1996-97 : D1, 5e
- 1997-98 : D1, Gr. A 3e
- 1998-99 : D1, Gr. B 3e
- 1999-00 : D1, 4e
- 2000-01 : D1, 9e
- 2001-02 : D1, 3e
- 2002-03 : D1, 11e
- 2003-04 : D1, 10e
- 2004-05 : D1, 10e
- 2005-06 : D1, 13e
- 2006-07 : D1, 12e
- 2007-08 : D1, 16e
- 2008-09 : D2, 1er
- 2009-10 : D1, 8e
- 2010-11 : Ligue 1, 11e
- 2011-12 : Ligue 1, 6e
- 2012-13 : Ligue 1, 15e
- 2013-14 : Ligue 2, 7e
- 2014-15 : Ligue 2, 15e
- 2015-16 : D3, DNA groupe ouest 13e
- 2016-17 : D3, DNA groupe ouest 1er
- 2017-18 : Ligue 2, 12e
- 2018-19 : Ligue 2, 4e
- 2019-20 : Ligue 2, 3e
- 2020-21 : Ligue 1, 15e
- 2021-22 : Ligue 1, 18e
- 2022-23 : Ligue 2 Centre-Ouest, 15e
- 2023-24 : D3, Inter-régions Ouest, 3e
- 2024-25 : D3, Inter-régions Ouest, e

### Parcours du WAT en coupe d'Algérie
| Saison  | Tour                        | Matchs                | Résultats         |
| ------- | --------------------------- | --------------------- | ----------------- |
| 1962-63 | ?                           | ?                     | ?                 |
| 1963-64 | 1/32 finale                 | FR Mascara            | 2-1               |
| 1964-65 | 1/32 finale                 | CA Planteurs          | 1-0               |
| 1965-66 | 1/8 finale                  | ES Sétif              | forfait           |
| 1966-67 | 1/16 finale                 | RC Relizane           | 3-2 a.p           |
| 1967-68 | 1/32 finale                 | RC Relizane           | 0-2               |
| 1968-69 | 1/32 finale                 | USM Bel-Abbès         | 2-0               |
| 1969-70 | 1/64 finale                 | CC Sig                | 2-1               |
| 1970-71 | 1/64 finale                 | ASM Oran              | 2 - 3             |
| 1971-72 | 1/8 finale                  | MC Alger              | 2-0               |
| 1972-73 | 1/64 finale                 | ?                     | ?                 |
| 1973-74 | Finaliste                   | USM El Harrach        | 1-0               |
| 1974-75 | 1/16 finale                 | AS Ain M'lila         | 2-3               |
| 1975-76 | 1/8 finale                  | HAMR Annaba           | 2-0               |
| 1976-77 | ?                           | ?                     | ?                 |
| 1977-78 | ?                           | ?                     | ?                 |
| 1978-79 | 1/16 finale                 | CR Belcourt           | 1-0               |
| 1979-80 | 1/16 finale                 | GC Mascara            | 4-0               |
| 1980-81 | 1/16 finale                 | ES Sétif              | 3-2               |
| 1981-82 | 1/16 finale                 | NA Hussein Dey        | 2-1               |
| 1982-83 | ?                           | ?                     | ?                 |
| 1983-84 | 1/4 finale                  | JE Tizi-Ouzou         | 5-0               |
| 1984-85 | 1/8 finale                  | MC Alger              | 1-0               |
| 1985-86 | 1/16 finale                 | IRB Laghouat          | 1-0               |
| 1986-87 | 1/8 finale                  | ES Guelma             | 1-0               |
| 1987-88 | 1/8 finale                  | CR Belcourt           | 2-2 t.a.b 5-4     |
| 1988-89 | 1/4 finale                  | ES Guelma             | 1-1 t.a.b 5-3     |
| 1989-90 | N.J                         | N.J                   | N.J               |
| 1990-91 | 1/16 finale                 | USM Alger             | 2-0               |
| 1991-92 | 1/16 finale                 | NA Hussein Dey        | 1-1 t.a.b 4-2     |
| 1992-93 | N.J                         | N.J                   | N.J               |
| 1993-94 | 1/8 finale                  | Nadit Oran            | 3-1 a.p           |
| 1994-95 | 1/16 finale                 | MC Alger              | 2-1               |
| 1995-96 | 1/8 finale                  | USM Blida             | 1-0               |
| 1996-97 | 1/8 finale                  | MC Saida              | 1-0               |
| 1997-98 | Vainqueur                   | MC Oran               | 1-0               |
| 1998-99 | 1/4 finale                  | USM Alger             | 4-0 / 0-1         |
| 1999-00 | Finaliste                   | CR Beni-Thour         | 2-1               |
| 2000-01 | 1/32 finale                 | MC Alger              | 1-0               |
| 2001-02 | Vainqueur                   | MC Oran               | 1-0               |
| 2002-03 | 1/8 finale                  | MC Oran               | 1-0               |
| 2003-04 | 1/16 finale                 | CA Bordj Bou Arreridj | 2-1               |
| 2004-05 | 1/2 finale                  | USM Sétif             | 0-0 t.a.b 7-6     |
| 2005-06 | 1/2 finale                  | MC Alger              | 3-1               |
| 2006-07 | 1/32 finale                 | CA Bordj Bou Arreridj | 1-1 t.a.b         |
| 2007-08 | Finaliste                   | JSM Bejaia            | 1-1 t.a.b 3-1     |
| 2008-09 | 1/4 finale                  | CR Belouizdad         | 1-1 t.a.b 3-2     |
| 2009-10 | 1/8 finale                  | ES Sétif              | 1-1 t.a.b 4-2     |
| 2010-11 | 1/32 finale                 | ASO Chlef             | 2-0               |
| 2011-12 | 1/4 finale                  | CS Constantine        | 1-0 a.p           |
| 2012-13 | 1/4 finale                  | MC Oran               | 3-1               |
| 2013-14 | Avant dernier T.R           | NRB Béthioua          | 1-1 t.a.b 4-1     |
| 2014-15 | 2e T.R                      | WA Mostaganem         | 2-0               |
| 2015-16 | 1/64 finale                 | USM Oran              | 3-2 a.p           |
| 2016-17 | 1/64 finale                 | ASB Maghnia           | 2-0               |
| 2017-18 | 1/32 finale                 | MC Alger              | 4-0               |
| 2018-19 | 1/16 finale                 | CA Bordj Bou Arreridj | 0-0ap (t.a.b 6-5) |
| 2019-20 | 1/32 finale                 | CR Village Moussa     | 2-0               |
| 2020-21 | Covid 19                    | N.J                   | N.J               |
| 2021-22 | Covid 19                    | N.J                   | N.J               |
| 2022-23 | avant dernier tour régional | CR Témouchent         | 0-1               |
| 2023-24 | 1/4 finale                  | MC Alger              | 2-0               |

### Statistiques Tour atteint
Le WAT a participé à 55 éditions, éliminé au tour Régionale sept fois et atteint les tours finale 39 fois.
| Édition | 1er tour | 2e tour | 3e tour | 4e tour | 64e de finale | 32e de finale | 16e de finale | 8e de finale | Quart de finale | Demi-finale | Finale | Champion |
| ------- | -------- | ------- | ------- | ------- | ------------- | ------------- | ------------- | ------------ | --------------- | ----------- | ------ | -------- |
| 55-09   | -        | 01      | 01      | -       | 05            | 08            | 08            | 10           | 06              | 02          | 03     | 02       |

### Records
- Plus larges victoires :
  - WAT 8-1 CA Bordj Bou Arreridj (2001),
  - WAT 8-1 MC Alger (2005),
  - WAT 7-0 Al-Weehdat Club (1997),
  - WAT 5-0 USM Alger (1993),
  - WAT 5-0 CR Belouizdad (1997),
  - ASM Oran 0-5 WAT (1998),
  - WAT 5-0 CA Bizert (1999),
  - USM Bel-Abbès 1-6 WAT (2009).
- Plus larges défaites :
  - CR Belouizdad 7-0 WAT (1973),
  - USM Blida 7-1 WAT (2001),
  - WAT 1-6 JSM Béjaia (2007),
  - JS Kabylie 6-1 WAT (1986),
  - JS Kabylie 6-1 WAT (2008).
- Record d'invincibilité du gardien de but : (Mohamed Bessaoud gardien du WMT 1983-1984) avec 1 132 minutes. pendant 12 match d'affilué..il a encaissé son premier but en championnat de la nationale deux groupe centre ouest ;1983-1984 lors de la 13e journée contre l'IRB Mohammadia le 2 décembre 1983 à Mohammadia (record national de la division 2).
- Plus jeune sélectionné en équipe d'Algérie : Kheireddine Kherris en 1991 (17 ans)
- Meilleur buteur du championnat de D1 (1995/1996) : Mohamed Brahimi (14 buts).
- Meilleur buteur du championnat de D1 (1996/1997) : Mohamed Djalti (15 buts).
- Premier club Algérien à avoir remporté la coupe arabe des clubs champions (1999).
- Premier match officiel du club le 7 octobre 1962 contre El-Feth Club Tlemcen.
- 1er match officiel en Histoire du club : Championnat Critérium d'Honneur : RC Tlemcen (WAT) ?-? El-Feth Club Tlemcen à Tlemcen le 7 octobre 1962

### Bilan sportif
Le WAT a joué plusieurs années en 1re division algérienne, et même en 2e division.
Après avoir été absent pendant deux ans, le WAT revient en Ligue 2 à l'issue de la saison 2016-17.
| Championnat                                  | Saisons | Titres | J   | G   | N   | P   | Bp  | Bc   | Diff |
| -------------------------------------------- | ------- | ------ | --- | --- | --- | --- | --- | ---- | ---- |
| National I / Division 1 / Ligue 1            | 30      | 0      | 915 | 312 | 237 | 366 | 960 | 1035 | -75  |
| National II / Division 2 / Ligue 2           |         |        |     |     |     |     |     |      |      |
| Division Honneur / Division National Amateur |         |        |     |     |     |     |     |      |      |
| Division 3                                   | 5       | 2      | 115 | 61  | 20  | 59  | 172 | 115  | +57  |
| Total                                        |         |        |     |     |     |     |     |      |      |
| Coupes nationales                            | Saisons | Titres | J   | G   | N   | P   | Bp  | Bc   | Diff |
| Coupe d'Algérie                              | 45      | 2      |     |     |     |     |     |      |      |
| Coupe de la Ligue                            | 3       | 0      | 14  | 7   | 4   | 3   | 24  | 13   | +11  |
| Total                                        |         |        |     |     |     |     |     |      |      |
| Compétitions africaines                      | Saisons | Titres | J   | G   | N   | P   | Bp  | Bc   | Diff |
| Coupe d'Afrique des vainqueurs de coupe      | 2       | 0      | 4   | 1   | 0   | 3   | 4   | 6    | -2   |
| Total                                        | 2       | 0      | 4   | 1   | 0   | 3   | 4   | 6    | -2   |
| Compétitions arabes                          | Saisons | Titres | J   | G   | N   | P   | Bp  | Bc   | Diff |
| Coupe arabe des clubs champions              | 4       | 1      | 17  | 10  | 3   | 4   | 31  | 20   | +11  |
| Supercoupe arabe                             | 1       | 0      | 3   | 1   | 1   | 1   | 1   | 1    | 0    |
| Total                                        | 4       | 1      | 20  | 11  | 4   | 5   | 32  | 21   | +11  |
| Total Général                                |         |        |     |     |     |     |     |      |      |

## Personnalités du club

### Joueurs emblématiques
| Gardiens de but - ... Abbes - Reda Acimi - Mohamed Bessaoud (*) - Mohammed Benouali (Lezâar) - Bouziane Benyamina - Mohamed Bessaoud - Lounès Gaouaoui - Samir Hadjaoui - Omar Hamenad - Mohamed Hichem Mezair - Karim Saoula - Mokhtar Soulimane - ... Verdier - Vorslav Marković - Fethi Zitouni | Défenseurs - Redouane Bachiri - Mohamed Benarba - Benali Benyelles - Anwar Boudjakdji - Farid Bougherara - Chaib Draa - Kamel Habri - Miloud Hadefi - Samir Kherbouche - Kheireddine Kherris - Abdelkader Settaoui - Ali Kamel Sid El Hadj - Djaoued Yadel - Djodjo Bomassi - Abdelaziz Hamedi | Milieux - Abdelkader Amrani - Hachemi Belatoui - Rabie Belgherri - Noureddine Belkhodja - Mokhtar Benmoussa - Cheïkh Benzerga - Tarek Bettadj - Fouad Bouali - Ali Dahleb - Sofiane Daoud - Rachid Hachemi - Ghouti Loukili - Seddik Naïr - Aissa Aidara | Attaquants - ... Bendi - Mohamed Bentahar - Fethi Bettioui - Abderezzak Bouchenak-Khelladi (1970-1983) - Mohamed Brahimi (meilleur buteur de D1 en 1996) - Moustapha Djallit - Mohamed Djalti (meilleur buteur de D1 en 1997) - Youcef Ghazali - ... Khelifa - Farès Laouni - Hamid Merakchi - Mohamed Rebaï (Nava) - Koh Traoré - Charles Andriamanitsinoro - Abdelwahab Berrane |

(*) Record National d'invincibilité en D2 avec 1 132 minutes saison 1983-1984 (D2), série terminée à la 13e journée face au SA Mohammadia.

### Présidents
| Rang | Nom                   | Période   |
| ---- | --------------------- | --------- |
| 1    | Hadj Abdou Bendimerad | 1962-1970 |
| 2    | Baghdadli Morad       | ....      |
| 3    | ....                  | ....      |
| 4    | ....                  | ....      |
| 5    | ....                  | ....      |
| 6    | ....                  | ....      |
| 7    | ....                  | ....      |
| 8    | ....                  | ....      |
| 9    | ....                  | ....      |
| 10   | Réda Abid             | ....      |
| 11   | Rachid Meliani        | ....      |
| 12   | ....                  | ....      |

### Entraîneurs
| Rang | Nom                   | Période   |
| ---- | --------------------- | --------- |
| 1    | Kouider Zaâtara       | 1962-63   |
| 2    | Djelloul Chalabi      | 1963-1964 |
| 3    | Lopez                 | 1964-65   |
| 4    | Bendrama              | 1965-1966 |
| 5    | Popov                 | 1966-68   |
| 6    | István Balogh         | 1968-1969 |
| 7    | Abderrahmane Soukhane | 1969-1970 |
| 8    | Mohamed Tayeb         | 1970-1971 |
| 9    | Hadj Brixi            | 1971-1972 |
| 10   | Abdelkrim Benyelles   | 1972-1973 |
| 11   | Dontechviscki         | 1973-1974 |
| 12   | Abdelkrim Benyelles   | 1974-1975 |
| 13   | Mohamed Tayeb         | 1974-1975 |
| 14   | Chaib Drâa            | 1975-1976 |
| 15   | Abdelkrim Benyelles   | 1976-1979 |
| 16   | Hadj Sbâa             | 1979-1980 |
| 17   | Abdelkrim Benyelles   | 1980-1982 |
| 18   | Bahmane               | 1982-87   |
| 19   | Bahmane et Benyelles  | 1987-1988 |
| 20   | Benyelles-Settaoui    | 1988-1989 |

| Rang | Nom                                                       | Période   |
| ---- | --------------------------------------------------------- | --------- |
| 21   | Benyelles-Perfiliev                                       | 1989-1990 |
| 22   | Benyelles-Nava                                            | 1990-91   |
| 23   | Bahmane-Nava                                              | 1991-1992 |
| 24   | Benyelles-Nava                                            | 1992-93   |
| 25   | Medjadj et Amrani                                         | 1993-94   |
| 26   | Abderrahmane Mehdaoui et Amrani                           | 1994-97   |
| 27   | Amrani                                                    | 1997-99   |
| 28   | Younès Ifticen                                            | 1998-99   |
| 29   | Assenov-Houti                                             | 1999-00   |
| 30   | Abdelkrim Benyelles                                       | 2000-01   |
| 31   | Charef et Fouad Bouali                                    | 2001-02   |
| 32   | Amrani et Abdelkrim Bira                                  | 2002-03   |
| 33   | Abderrahmane Mehdaoui                                     | 2003-04   |
| 34   | Mohamed Guendouz, Abdelkrim Benyelles                     | 2004-05   |
| 35   | Medjadj, Mohamed LekkakMohamed Lekkak puis Abdelkrim Bira | 2005-06   |
| 36   | Mohamed Lekkak puis Bira puis Sid-Ahmed Slimani           | 2006-07   |
| 37   | Sid-Ahmed Slimani puis Ifticen puis Amrani puis Bouali    | 2007-08   |
| 38   | Fouad Bouali                                              | 2008-10   |
| 39   | Mohamed Henkouche puis Abdelkader Amrani                  | 2010-11   |
| 40   | Abdelkader Amrani                                         | 2011-12   |

| Rang | Nom                                       | Période   |
| ---- | ----------------------------------------- | --------- |
| 41   | Abdelkrim Benyelles                       | 2012-13   |
| 42   | Nabil Neghiz puis Yadel et Kherris        | 2013-14   |
| 44   | Belloumi puis Todorov puis Mehdaoui       | 2014-15   |
| 45   | Bouali Tayeb / Omar Belatoui              | 2015-16   |
| 46   | Kheireddine Kherris                       | 2016-17   |
| 47   | Kheireddine Kherris puis Djamel Benchadli | 2017-2018 |
| 48   | Fouad Bouali                              | 2018-2019 |
| 49   | Abdelaziz Abbès                           | 2019-2020 |
| 50   | Sid-Ahmed Slimani                         |           |

- Mohamed Rabie connu sous le pseudo de Nava

## Identité du club

### Historique des noms officiels du club
| Racing Club de Tlemcen (RCT) |
| ---------------------------- |

| Widad Athlétique de Tlemcen (WAT) |
| --------------------------------- |

| Nadit Tlemcen (NT) |
| ------------------ |

| Widad Mouassasset Tlemcen (WMT) |
| ------------------------------- |

| Widad Tlemcen (WT) |
| ------------------ |

| Widad Amel Tlemcen (WAT) |
| ------------------------ |

| Widad Athletic Tlemcen (WAT) |
| ---------------------------- |

### Historique des noms
- 1962 : Refondation du Racing Club de Tlemcen (RCT) après l'indépendance afin de participer au premier championnat d'Algérie indépendante.
- 1963 : Le RCT cessa d'exister donnant naissance au Widad Athlétique de Tlemcen (WAT)
- 1977 : Changement de la nomination du club qui devient le Widad Mouassassate Tlemcen (WMT) après une réforme du sport.
- 1983 : Le club change encore de nom en devenant le Widad Marbedh Tlemcen (WMT) qui va durer jusqu'en 1990.
- 1989 : Le club change encore de nom en devenant le Widad Amel Tlemcen (WAT).
- 2010 : Les dirigeants ont décidé de reprendre le nom originaire du club, avec des changements légères est le club a opté officiellement le nom du Widad Athletic Tlemcen (WAT).

### Logos

Ancien logo du club
Ancien logo du club
Logo actuel du club

## Structures du club

### Stade

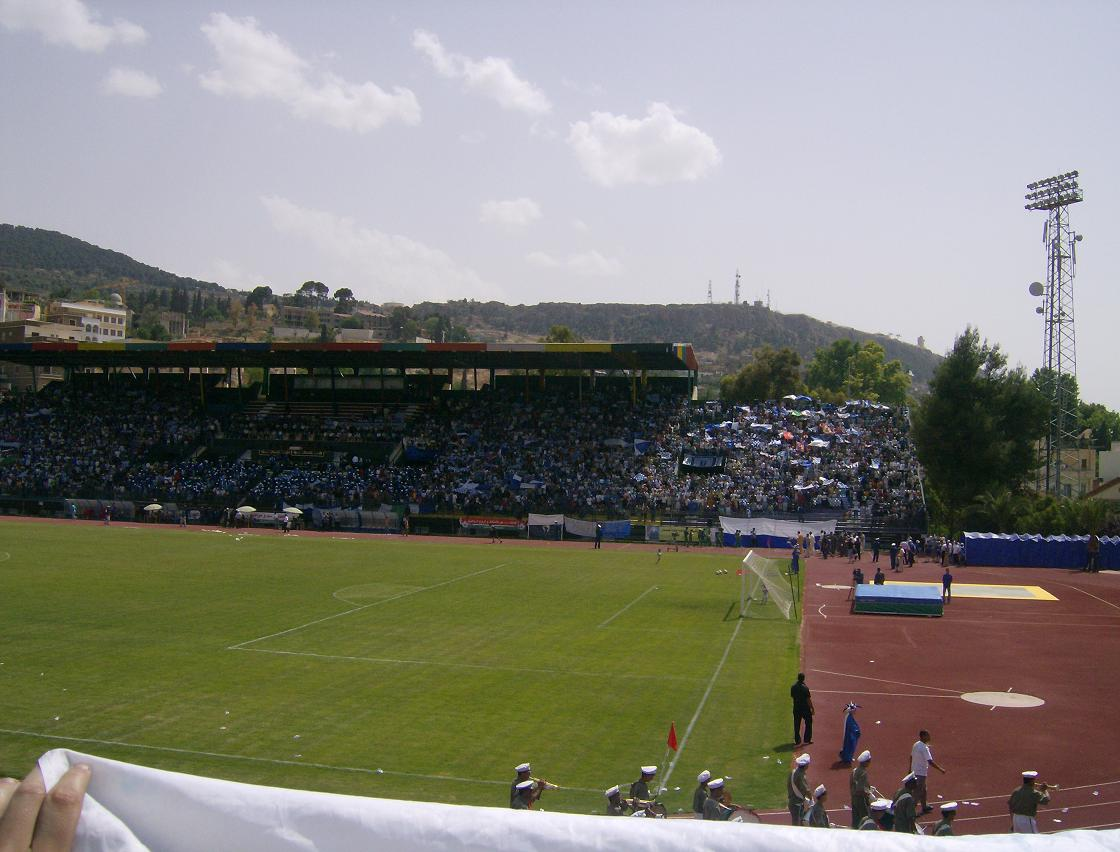
Stade Akid Lotfi

Le Widad Athletic Tlemcen jouait auparavant au Stade des 3 frères Zerga jusqu'à la saison 1976-1977, avant de s'installer au Complexe sportif Akid Lotfi, situé dans le quartier de Birouana sur les hauteurs de la ville. Ce stade a été inauguré en 1976 et a une capacité théorique de 16 000 places, mais a dépassé les 20 000 spectateurs dans certains matches (dont Algérie-Ghana en 1993, WA Tlemcen-US Biskra en 2009). Ce stade dispose d'une pelouse en gazon naturel, d'une piste d’athlétisme et d'un terrain annexe.

### Centre d'entraînement
Pour les entrainements, le WAT dispose de plusieurs infrastructures dans la ville. À commencer par le terrain annexe du stade Akid Lotfi, l'ancien stade des 3 frères Zerga mais aussi le nouveau complexe sportif de Lalla Setti qui dispose d'un terrain en gazon naturel à plus de 1 000 mètres d'altitude.

### Siège
Le siège du WAT se trouve sur le boulevard du Colonel Lotfi à Tlemcen.

### Centre de formation
Réputé pour être un club formateur, le WAT a été un des premiers clubs en Algérie à vouloir un centre de formation. Il dispose d'un terrain de 8 hectares dans la périphérie Ouest de la ville (au lieu-dit Bouhennak). Il était prévu un complexe sportif comprenant quatre terrains d'entrainement, un hôtel 4 étoiles avec toutes les différentes commodités liées à la pratique du football (piscine, salle de détente, salle de musculation...). Faute d'argent, le projet est en suspens, et attend toujours des investisseurs.

## Culture populaire

### Supporteurs
Les supporteurs du WAT sont communément appelés les Widadis. Un premier club Ultra a été créé en 2009, les "Ultra Blue Snake". Un autre groupe a pris les devants depuis 2011, le "Kop 13" qui se manifeste à chaque réception et déplacement de l'équipe.

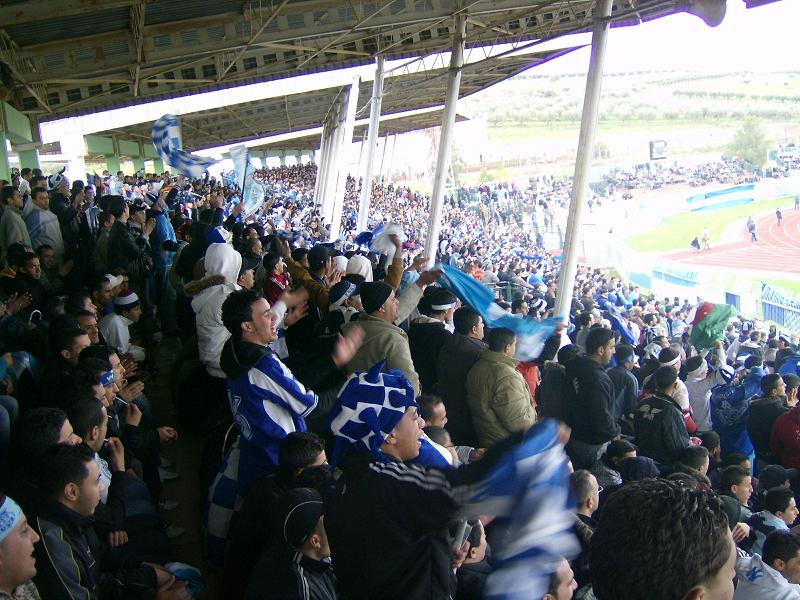
Supporters du WAT en déplacement à Mascara
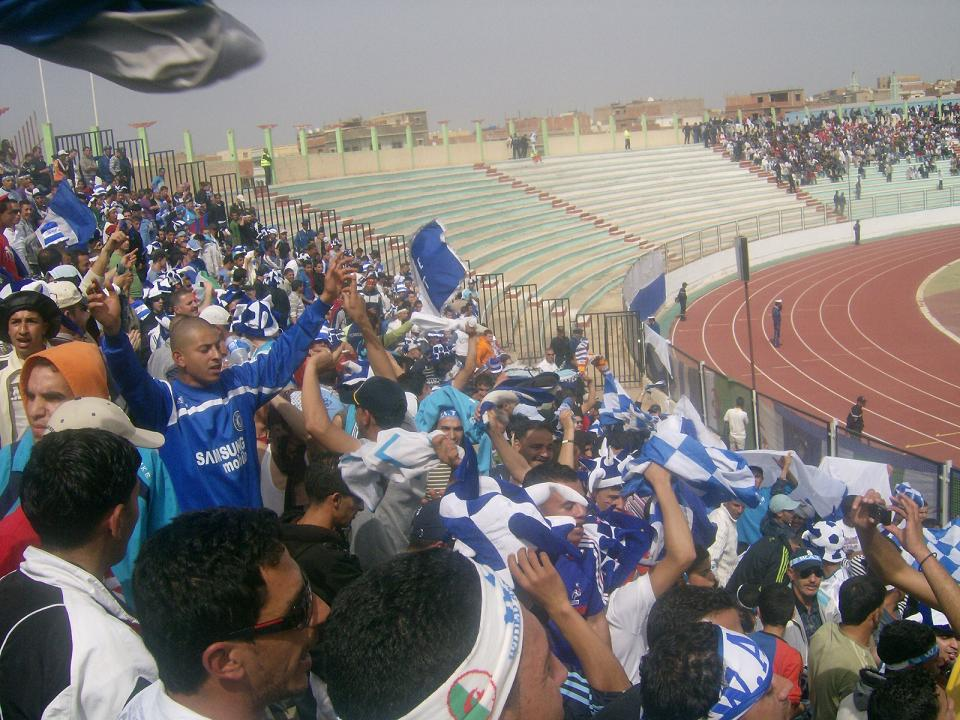
Supporters du WAT en déplacement à Relizane

### Groupe de supporteurs
Il y a deux groupes de supporters officiels :
| Nom             | Abréviation | Date de création | Emplacement du stade |
| --------------- | ----------- | ---------------- | -------------------- |
| La Banda Fidele | LBF         | 2018             | Tribune B            |
| Ultras Kop 13   | UK13        | 2011             | Virage Nord          |

Puis, l'arrivée de La Banda Fidèle au début de la saison 2018-2019.

## Principaux sponsors
- SEROR
- STARR
- SOGERHWIT
- E.NA.GEO

## Parcours international

### Compétitions africaines
coupe des coupes 1999  :
| 16e de Finale (Aller)        | WA Tlemcen | 1 – 2 | Al Shat Tripoli |                           |                           |
| Vendredi 12 mars 1999 16h 00 |            |       |                 | Stade Akid Lotfi, Tlemcen | Stade Akid Lotfi, Tlemcen |
| Vendredi 12 mars 1999 16h 00 | [Rapport]  |       |                 | Stade Akid Lotfi, Tlemcen | Stade Akid Lotfi, Tlemcen |

| 16e de Finale (Retour)       | Al Shat Tripoli | 2 – 1 | WA Tlemcen |         |         |
| Vendredi 26 mars 1999 16h 00 |                 |       |            | Tripoli | Tripoli |
| Vendredi 26 mars 1999 16h 00 | [Rapport]       |       |            | Tripoli | Tripoli |

Coupe des coupes 2003 :
| Entraîneur :   |
| Abdelkrim Bira |

| Entraîneur : |
| Omar Dhib    |

| Entraîneur :   |
| Abdelkrim Bira |

| Entraîneur : |
| Omar Dhib    |

| Entraîneur : |
| Omar Dhib    |

| Entraîneur :   |
| Abdelkrim Bira |

| Entraîneur : |
| Omar Dhib    |

| Entraîneur :   |
| Abdelkrim Bira |

### Compétitions arabes
- Meilleur buteur en compétition arabe Aissa Aïdara 11 buts

### Coupe des clubs champions arabes de football 1993(Tunis)
| 1re Journée Groupe B | WA Tlemcen | 3 – 2 | Hilal Al-Quds |  |  |
| 10 septembre 1993    |            | (–)   |               |  |  |

| 2e Journée Groupe B | WA Tlemcen | 1 – 0 | Ittihad FC |  |  |
| 12 septembre 1993   |            | (–)   |            |  |  |

| 3e Journée Groupe B | WA Tlemcen | 2 – 1 | Qadissia SC |  |  |
| 14 septembre 1993   |            | (–)   |             |  |  |

| Demi-finale       | WA Tlemcen | 2 – 3 | Al Muharraq Club |  |  |
| 16 septembre 1993 |            | (–)   |                  |  |  |

### Coupe des clubs champions arabes de football 1997
- Tournoi de qualifications (Zone du Maghreb) (Sfax - Tunisie), le tirage au sort des éliminatoires a été effectué le mardi 7 octobre 1997.

| Entraîneur :     |
| Abelkader Amrani |

| Entraîneur :     |
| Abelkader Amrani |

| Entraîneur :      |
| Abdelkader Amrane |

| Entraîneur :      |
| Abdelkader Amrane |

| 3e journée                   | WA Tlemcen                    | 3 – 0 | Al Shat Tripoli |                                    |                                    |
| Lundi 13 octobre 1997 18h 00 | Mohamed Djalti · Aissa Aidara |       |                 | Stade Taïeb-Mehiri, Sfax , Tunisie | Stade Taïeb-Mehiri, Sfax , Tunisie |

- NB : le WATlemcen a remplacé le club omanais de Nadi Sor après son forfait à la phase finale en tant que seconde des éliminatoires (carte d'invitation par l'union arabe de football).

- le vainqueur du tournoi qualificatif est qualifié à la phase finale qui organisera le club africain de Tunis.
- Autre résultats de ce tournoi : - CSSfax / Al-Chat (Libye) 4-0 ....*  Olympic Khouribga (Maroc) 1-0  ...* CSSfax / Olympic Khouribga  (0-2) .
- classement final : 1er- cssfax 6pts (bp6-bc2(+4)...*2e-watlemcen 6pts -bp 4-bc 2(+2) ,,3e- olympique khouribga 6pts , bp 3-bc1 (+2) ,,,4e- al-chat 00 pts bp 00-bc 8 (-8) .

### Coupe des clubs champions arabes de football 1997(Tunis)
- Phase Finale :

| Titulaires : |  |
| |  |
| 1 • Hichem Mezaïr · 6 • Ghouti Loukili 32e · 4 • Kamel Habri · 3 • Djawed Yadel · 23 • Abdelmadjid Kendouci · 18 • Omar Belhouari · 8 • Rachid Hachemi 93e · 9 • Farès Laouni · 10 • Ali Dahleb 72e · 11 • Mohamed Djalti 84e · 5 • Samir Kherbouche · |  |
| Remplaçants : |  |
| 14 • Aissa Aidara 72e · 7 • Ahmed Ouattara 84e · |  |
| Entraîneur : |  |
| Abdelkader Amrani |  |

| Titulaires : |  |
| |  |
| 1 • Hichem Mezaïr · 6 • Ghouti Loukili 32e · 4 • Kamel Habri · 3 • Djawed Yadel · 23 • Abdelmadjid Kendouci · 18 • Omar Belhouari · 8 • Rachid Hachemi 93e · 9 • Farès Laouni · 10 • Ali Dahleb 72e · 11 • Mohamed Djalti 84e · 5 • Samir Kherbouche · |  |
| Remplaçants : |  |
| 14 • Aissa Aidara 72e · 7 • Ahmed Ouattara 84e · |  |
| Entraîneur : |  |
| Abdelkader Amrani |  |

| Titulaires : |  |
| |  |
| 1 • Hichem Mezaïr · 4 • Kamel Habri · 5 • Samir Kherbouche · 6 • Ghouti Loukili · 3 • Djawed Yadel · 18 • Omar Belhouari 56e · 8 • Rachid Hachemi 11e · 14 • Aissa Aidara · 9 • Farès Laouni 40e 84e · 10 • Ali Dahleb 78e · 11 • Mohamed Djalti · |  |
| Remplaçants : |  |
| 21 • Abdelmadjid Kendouci 56e · 22 • Abdelkader Hadji 84e · 7 • Ahmed Ouattara 78e · |  |
| Entraîneur : |  |
| Abdelkader Amrani |  |

| Titulaires : |  |
| |  |
| 1 • Hichem Mezaïr · 4 • Kamel Habri · 5 • Samir Kherbouche · 6 • Ghouti Loukili · 3 • Djawed Yadel · 18 • Omar Belhouari 56e · 8 • Rachid Hachemi 11e · 14 • Aissa Aidara · 9 • Farès Laouni 40e 84e · 10 • Ali Dahleb 78e · 11 • Mohamed Djalti · |  |
| Remplaçants : |  |
| 21 • Abdelmadjid Kendouci 56e · 22 • Abdelkader Hadji 84e · 7 • Ahmed Ouattara 78e · |  |
| Entraîneur : |  |
| Abdelkader Amrani |  |

| Titulaires : |  |
| |  |
| 1 • Mezaier · 3 • Yadel · 4 • Habri · 6 • Loukil · 9 • El-Aouni 67e · 10 • Dahleb avert 39 · 17 • Tewfik bendjalfoune · 5 • Samir Kherbouche · 18 • Omar Belhouari (avert 12') · 11 • Mohamed Djalti · 21 • Abdelmadjid Kendouci · 17 • Tewfik Bendjalfoune 91e · |  |
| Remplaçants : |  |
| 14 • Aissa Aidara 67e 13 • Mohamed Ayad 91e · |  |
| Entraîneur : |  |
| Abdelkader Amrani |  |

| Titulaires : |  |
| |  |
| 1 • Mezaier · 3 • Yadel · 4 • Habri · 6 • Loukil · 9 • El-Aouni 67e · 10 • Dahleb avert 39 · 17 • Tewfik bendjalfoune · 5 • Samir Kherbouche · 18 • Omar Belhouari (avert 12') · 11 • Mohamed Djalti · 21 • Abdelmadjid Kendouci · 17 • Tewfik Bendjalfoune 91e · |  |
| Remplaçants : |  |
| 14 • Aissa Aidara 67e 13 • Mohamed Ayad 91e · |  |
| Entraîneur : |  |
| Abdelkader Amrani |  |

- le tirage au sort de la phase finale de cette 13é édition a été effectué le 26 octobre à Tunis.

### Coupe des clubs champions arabes de football 1998(Djeddah - Arabie saoudite)
| 1re Journée Groupe B            | WA Tlemcen | 0 – 0   | Al-Shabab Riyad | | |
| Vendredi 20 novembre 1998 17h30 | | (0 – 0) |                 | stade de L'Ittihad Djeddah . Spectateurs : moyenne Diffuseur : ART Arbitrage : gamel al ghandour (egypte) , assisté de mm: hossein al ghandefri ( koweit ) et hayder jalit ( liban ) ,4é arbitre : ali boudjssim ( eau) . | stade de L'Ittihad Djeddah . Spectateurs : moyenne Diffuseur : ART Arbitrage : gamel al ghandour (egypte) , assisté de mm: hossein al ghandefri ( koweit ) et hayder jalit ( liban ) ,4é arbitre : ali boudjssim ( eau) . |
| Vendredi 20 novembre 1998 17h30 | Djaridet , Al-RAIY N° 170 du Dimanche 22 Novembre 1998 page 23 .                                                          |         |                 | stade de L'Ittihad Djeddah . Spectateurs : moyenne Diffuseur : ART Arbitrage : gamel al ghandour (egypte) , assisté de mm: hossein al ghandefri ( koweit ) et hayder jalit ( liban ) ,4é arbitre : ali boudjssim ( eau) . | stade de L'Ittihad Djeddah . Spectateurs : moyenne Diffuseur : ART Arbitrage : gamel al ghandour (egypte) , assisté de mm: hossein al ghandefri ( koweit ) et hayder jalit ( liban ) ,4é arbitre : ali boudjssim ( eau) . |
| Vendredi 20 novembre 1998 17h30 | Mezair , Kheris , Yadel , Hebri , Kherbouche , Kendouci , Ghouti , Loukili , Brahimi , Dahleb , Djalti , Farès El-Aouni . | Équipes |                 | stade de L'Ittihad Djeddah . Spectateurs : moyenne Diffuseur : ART Arbitrage : gamel al ghandour (egypte) , assisté de mm: hossein al ghandefri ( koweit ) et hayder jalit ( liban ) ,4é arbitre : ali boudjssim ( eau) . | stade de L'Ittihad Djeddah . Spectateurs : moyenne Diffuseur : ART Arbitrage : gamel al ghandour (egypte) , assisté de mm: hossein al ghandefri ( koweit ) et hayder jalit ( liban ) ,4é arbitre : ali boudjssim ( eau) . |

| 2e Journée Groupe B       | WA Tlemcen                                         | 1 – 1   | Club africain       | | |
| Dimanche 22 novembre 1998 | Abdelmadji Kendouci 35e                            | (1 – 0) | Belhassen Aloui 75e | Stade de L'Ittihad Djedda Spectateurs : Faible ( 200 spectateurs ) Arbitrage : Ali Boujssim (eau) , assisté de mm: hamdi al kadri et jamel al houari . | Stade de L'Ittihad Djedda Spectateurs : Faible ( 200 spectateurs ) Arbitrage : Ali Boujssim (eau) , assisté de mm: hamdi al kadri et jamel al houari . |
| Dimanche 22 novembre 1998 | AL-RAIY N° 172 du Mardi 24 novembre 1998 page 24 . |         |                     | Stade de L'Ittihad Djedda Spectateurs : Faible ( 200 spectateurs ) Arbitrage : Ali Boujssim (eau) , assisté de mm: hamdi al kadri et jamel al houari . | Stade de L'Ittihad Djedda Spectateurs : Faible ( 200 spectateurs ) Arbitrage : Ali Boujssim (eau) , assisté de mm: hamdi al kadri et jamel al houari . |

| 3e Journée Groupe B           | WA Tlemcen                                                  | 2 – 1   | Riffa Club | | |
| Mercredi 25 novembre 1998 20h | Tarek Bettadj 18e · Aissa Aidara 36e                        | (2 – 0) | 65         | Stade de L'Ittihad de Jedda Spectateurs : faible ( 300 spectateurs ) Arbitrage : ali boujssim ( eau) , assisté de mm: jamel al houari et mohahamed al moussaoui . | Stade de L'Ittihad de Jedda Spectateurs : faible ( 300 spectateurs ) Arbitrage : ali boujssim ( eau) , assisté de mm: jamel al houari et mohahamed al moussaoui . |
| Mercredi 25 novembre 1998 20h | jaridet al raiy N° 175 du samedi 28 novembre 1998 page 23 . |         |            | Stade de L'Ittihad de Jedda Spectateurs : faible ( 300 spectateurs ) Arbitrage : ali boujssim ( eau) , assisté de mm: jamel al houari et mohahamed al moussaoui . | Stade de L'Ittihad de Jedda Spectateurs : faible ( 300 spectateurs ) Arbitrage : ali boujssim ( eau) , assisté de mm: jamel al houari et mohahamed al moussaoui . |

| Demi-finale                     | Al Wasl Dubaï                                         | 1 – 3   | WA Tlemcen                                       |                                                          |                                                          |
| Vendredi 27 novembre 1998 17h30 | Khamis Abdellah Hambes 28e                            | (1 – 1) | Mohamed Djalti 18e (pen.) · Aissa Aidara 58e 72e | stade ittihad jeddah Spectateurs : moyenne Arbitrage : ? | stade ittihad jeddah Spectateurs : moyenne Arbitrage : ? |
| Vendredi 27 novembre 1998 17h30 | al-raiy N° 176 du dimanche 29 novembre 1998 page 23 . |         |                                                  | stade ittihad jeddah Spectateurs : moyenne Arbitrage : ? | stade ittihad jeddah Spectateurs : moyenne Arbitrage : ? |

| Finale                       | Al-Shabab Riyad    | 1 – 3   | WA Tlemcen                                   |                                                             |                                                             |
| Lundi 30 novembre 1998 19h30 | Saleh Al-Dawod 64e | (0 – 2) | Aissa Aidara 32e 90+3e · Mohamed Brahimi 42e | Stade international du Roi-Fahd, Riyad Spectateurs : 27 500 | Stade international du Roi-Fahd, Riyad Spectateurs : 27 500 |
| Lundi 30 novembre 1998 19h30 | Rapport            |         |                                              | Stade international du Roi-Fahd, Riyad Spectateurs : 27 500 | Stade international du Roi-Fahd, Riyad Spectateurs : 27 500 |

 *  le vainqueur a empoché 70000 dollars(us) .

### Supercoupe arabe de football 1999(Damas - Syrie)
| 1re Journée   | Al Jaish Damas      | 1 – 0   | WA Tlemcen |                            |                            |
| 11 Avril 1999 | Mostafa Ibrahim 48e | (0 – 0) |            | Diffuseur : ENTV Terrestre | Diffuseur : ENTV Terrestre |

| 2e Journée    | WA Tlemcen | 0 – 0   | MC Oran |                            |                            |
| 13 Avril 1999 |            | (0 – 0) |         | Diffuseur : ENTV Terrestre | Diffuseur : ENTV Terrestre |

| 3e Journée    | WA Tlemcen              | 1 – 0 | Al Shabab Riyad |                            |                            |
| 16 Avril 1999 | Aissa Aidara 21e (pen.) |       |                 | Diffuseur : ENTV Terrestre | Diffuseur : ENTV Terrestre |

### Coupe des clubs champions arabes de football 1999(Le Caire - Égypte)
- le programme complet du championnat arabe des clubs champions de football paru sur le quotidien d'oran N° 1424 du mercredi 22 septembre 1999 page 24.

| 1re Journée Groupe A        | Al-Shabab FC                                                                                          | 5 – 0   | WA Tlemcen |  |  |
| jeudi 23 septembre 1999 18h | Saeed Al-Owairan 23e 52e (pen.) · Marzouq Al-Otaibi 60e · Abdulaziz Al-Khathran 80e · Yahya Dissa 90e | (1 – 0) |            |  |  |

| 2e Journée Groupe A          | Al-Salmiya SC    | 1 – 2   | WA Tlemcen                           |  |  |
| samedi 25 septembre 1999 17h | Omar Baygovo 77e | (0 – 0) | Sofiane Daoud 55e · Aissa Aidara 81e |  |  |

| 3e Journée Groupe A     | Al-Wehdat SC                                 | 3 – 1   | WA Tlemcen           |  |  |
| mardi 28 septembre 1999 | Morad Awaynah 60e · Mahmoud Shilbaya 80e 83e | (0 – 0) | Anwar Boudjakdji 59e |  |  |

- compositions de l'effectif du wat avec numération :